# 渠口农场
渠口农场，是中华人民共和国宁夏回族自治区中卫市中宁县下辖的一个乡镇级行政单位。

## 行政区划
渠口农场下辖以下地区：
场部社区、铁铜村、平塘村、红崖村和太阳梁村。